# Pedro Aliaga Millán
Pedro Aliaga Millán (Hellín, província d'Albacete, 23 d'agost de 1839 - València, 3 de maig de 1915) va ser un matemàtic, metge i polític espanyol.
El 1857 es va llicenciar en filosofia i el 1862 en ciències exactes i naturals a la Universitat de València i el 1861 en medicina a la Universitat Central de Madrid. El 1865 fou nomenat catedràtic de matemàtiques a l'institut de secundària a Àvila i poc després al de Castelló de la Plana, on hi fou el secretari de 1879 a 1881. També fou director de l'Hospital Provincial de Castelló i el 1903 fou destinat a l'Institut de Secundària de València, del que en seria director des del 1905 fins a la seva mort.
Inicialment va militar en el Partit Republicà Possibilista, però després ho va fer en el Partit Liberal (fracció de Segismundo Moret), amb el que fou regidor i primer tinent d'alcalde a l'ajuntament de Castelló de la Plana de 1877 a 1879. També seria breument alcalde de València entre gener i febrer de 1910. En imposar-se la fracció de José Canalejas y Méndez va dimitir.
Casat amb Adela Romagosa de la Fuente.

## Obres
- Elementos de matemáticas. Aritmética y Álgebra, Castellón, José Armengot, 1882
- Programa de Aritmética y Álgebra, Castellón, José Armengot, 1883
- Elementos de matemática. Geometría y Trigonometría, Castellón, José Armengot, 1895
- Atlas de nociones de geometría, 1900?
- Nociones de Geometría, Valencia, Manuel Alufre, 1904
- Suplemento al Álgebra, Valencia, Manuel Alufre, 1905
- Programa de Álgebra y Trigonometría, Castellón, José Armengot, 1911
- Nociones de Aritmética, Valencia, Hijos de F. Vives Mora, 1912
- Geometría elemental, Valencia, Hijos de F. Vives Mora, 1914.